# Істинний розчин
І́стинний ро́зчин (англ. true solution, нім. echte Lösung f) — розчин, в якому частинки дисперсної фази представлені молекулами.